# أسبفروشان
أبرس هي قرية في مقاطعة سراب، إيران. عدد سكان هذه القرية هو 3,075 في سنة 2006.